# Саласпилсский ядерный реактор
Саласпилсский ядерный исследовательский реактор, также известный как Саласпилсский ядерный реактор Института физики Академии наук Латвии, был реактором исследовательского типа на тепловых нейтронах, который использовался для изучения радиационных явлений. Одним из научных руководителей реактора был доктор физико-математических наук, основатель направления физики твёрдого тела в Латвийской ССР Курт Шварц. Работа научного ядерного реактора считается одной из самых ярких страниц латвийской науки.
Реактор был построен в Саласпилсе (Рижский район, 18 км от Риги). На объекте работали около 250 ученых и инженеров.
Реактор эксплуатировался с 1961 по 1998 год и был остановлен по финансовым причинам.

## История реактора
Саласпилсский ядерный реактор являлся единственной гражданской ядерной исследовательской установкой в республиках Прибалтики. Он был построен по инициативе Академии наук Латвийской ССР, получившей поддержку и финансирование от правительства СССР. Первоначально ученые Латвийской ССР проанализировали проект ядерного реактора, разработанный Курчатовским институтом атомной энергии, и начали совершенствовать его уже во время строительства, в том числе при создании радиационного контура и нового оборудования.
Строительство началось в 1959 году и было завершено через два года, весной 1961-го. Перед запуском реактора необходимо было проверить стабильность конструкции активной зоны, заполнив бассейн реактора дистиллированной водой и измерив вибрации. Это, в свою очередь, создало проблему, как затем достать эти датчики, так как дистиллированная вода стоила дорого, а слив воды из бассейна и его повторное заполнение потребовали бы времени и денег. Химик Бено Эйдус предложил использовать аквалангистов, чтобы достать датчики из воды, и его идея после некоторых споров была реализована.
Ядерный реактор был запущен в сентябре 1961 года, критическая масса была достигнута 25 сентября в 17:02. Вскоре после запуска Саласпилсского ядерного реактора был создан первый радиационный контур, который стал крупнейшим в мире источником гамма-излучения такого рода.
Официальное торжественное открытие реактора состоялось 9 октября 1961 года. Это событие послужило толчком для развития ядерных исследований и появления целой генерации выдающихся ученых в Латвии.
В ядерном реакторе изучались процессы преобразования энергии ядерного излучения, радиационные дефекты в ионных кристаллах и ферритах, исследования переходов, вызванных гамма-излучением в атомных ядрах, создание новых дозиметров силы радиоактивного излучения, определение структуры редкоземельных элементов, создание бета-спектрографа. Исследователи реактора сотрудничали с более чем 20 ядерными исследовательскими центрами в Европе и Америке.
После восстановления государственной независимости эксплуатация реактора стала очень дорогой для Латвийской республики. В начале 1990-х на реакторе осталось около 70 сотрудников, зарплата которых должна была оплачиваться из государственного бюджета. Ядерное топливо также нужно было покупать, и в течение последнего периода эксплуатации реактор работал на предварительно закупленных запасах советских времен. Реакторное оборудование устарело.
Поэтому в 1995 году Кабинет министров Латвии принял решение о ликвидации исследовательского центра, так как на закупку топлива и реконструкцию блока управления реактора требовалось около 20 миллионов долларов. Как признался в интервью бывший главный инженер реактора, один из его создателей Валдис Гаварс, сами физики-ядерщики считали, что не нужно столько требовать от страны ради одной относительно небольшой отрасли науки.
Работа реактора была остановлена 19 июня 1998 года в 13:00 и было решено его демонтировать.
В 2004 году было принято распоряжение Кабинета министров о концепции снятия с эксплуатации и демонтажа ядерного реактора.
В 2008 году отработанное топливо было вывезено в Россию для переработки, однако около 1200 кубометров радиоактивных отходов ещё остаются на месте. Площадка ядерного реактора охраняется, а состояние подземных вод вокруг объекта регулярно контролируется.
Демонтаж, который планировалось завершить сначала в 2013 году, а затем в 2015 году, не состоялся из-за недостатка финансирования строительства двух новых резервуаров в единственном латвийском хранилище радиоактивных отходов «Радон».
До 2010-х годов латвийские физики-атомщики во главе с президентом Латвийской АН Ю. Экманисом считали, что у ядерной энергетики в Латвии есть перспективы, и ожидали возобновления работы реактора в Саласпилсе, который мог быть преобразован в современный циклотрон для целей медицины (лечения рака) и науки.
Госконтроль Латвии с 2016 года проводит ревизии расходования госсредств, предназначенных для ликвидации реактора, и 18 мая 2020 года сообщил, что Министерство охраны среды и регионального развития растранжирило 41% отпущенных на эти цели средств. 2019 год был особенно знаменателен в этом плане: мимо цели ушло 63% годового бюджета, или 700 тысяч евро. 
Тем временем ежегодное содержание объекта обходится казне в 150 тысяч евро. На ликвидацию и текущее содержание ядерного объекта было выделено 8,5 млн евро, из которых только 5 млн получил ответственный за это Латвийский центр среды, геологии и метеорологии. Снос реактора стоит намного больше запланированного, но главным препятствием для него являются даже не затраты, а отсутствие специалистов-ядерщиков, которых в Латвии больше не готовят.

## Научная ценность
Радиационный контур Саласпилсского ядерного реактора Института физики АН Латвийской ССР широко использовался для исследований в радиационной физике, химии, биологии и при разработке радиационно-технологических процессов. В 1977 году группа учёных реактора во главе с доктором физико-математических наук К. Шварцем была удостоена Государственной премии Латвийской ССР за разработку дозиметрического оборудования. Учёные реактора также неоднократно удостаивались медалей ВДНХ за научные достижения и разработки. На их счету — десятки патентов на изобретения СССР и других стран мира (Англии, Японии, Германии, Франции, Канады, США).
В Институте физики Академии наук Латвийской ССР проходили практику стажеры из Ирака, Северной Кореи и Ливии. Некоторые из латвийских физиков-ядерщиков некоторое время работали в Ираке и Ливии.
Ядерный реактор был открыт для посетителей и каждый год его посещали около 50 000 человек, в основном учащиеся.
Иностранный член Латвийской академии наук Ольгерт Думбрайс в ответ на спекуляции по поводу Саласпилсского реактора, возникшие в 2013 году после аварии на АЭС «Фукусима», указал, что ядерный реактор в Саласпилсе дал интересные и значительные результаты в ядерной физике, физике твёрдого тела и создании радиационного контура. Это был уникальный исследовательский объект, значение которого незаслуженно забыто. «Переход на так называемые возобновляемые источники энергии не был успешным в последние годы. Цены на электроэнергию быстро растут. Загрязнение окружающей среды также увеличивается. Когда нет ветра и не светит солнце, эксплуатируются угольные электростанции. Весьма вероятно, что Германии придется пересмотреть свое решение полностью отказаться от ядерной энергетики. Другие страны не только не собираются закрывать свои атомные электростанции, но и планируют строить новые. Я приведу Восточную Европу в качестве примера. Существует одна атомная электростанция в Словении, четыре в Венгрии, шесть в Чешской Республике (две в процессе строительства), четыре в Словакии (две в процессе строительства), две в Румынии (две в процессе строительства), две в Болгарии (одна в процессе строительства), шесть в Польше и две в Белоруссии. В Латвии нет специалистов с необходимым опытом в этой области. Я думаю, что Латвия должна принять участие в проектировании атомных электростанций в Литве и Польше или, по крайней мере, морально поддержать эти проекты в надежде получить более дешевую электроэнергию в будущем».

## Ведущие исследователи
- Курт Шварц
- Юрис Экманис
- Валдис Гаварс
- Намейс Зелтиньш
- Андрис Штернбергс

## Интересные факты
- Юрис Экманис, президент Академии наук Латвии, начал свою научную карьеру в качестве истопника на котельной Саласпилсского ядерного реактора, поскольку в то время не было других вакансий[1].

- В 1981 году театральная труппа под руководством Ольгерта Кродерса дала представление в помещении Саласпилсского ядерного центра. Пьеса была посвящена физикам-ядерщикам, и Кродерс с артистами некоторое время провели с работниками научного центра, наблюдая за их экспериментами. Когда постановка была готова, Кродерс предложил сыграть её для учёных «на месте событий». Учёные согласились, но, опасаясь Санитарной инспекции, попросили не афишировать мероприятие. Премьера состоялась 18 апреля, спектакль смотрели около 200 сотрудников реактора и гостей из Института физики АН Латвийской ССР.[источник не указан 1556 дней]